# Stanisław Mikołajczyk
Stanisław Mikołajczyk (Dorsten, 18 luglio 1901 – Washington, 13 dicembre 1966) è stato un politico polacco, primo ministro del governo in esilio della Polonia durante la seconda guerra mondiale e successivamente vice primo ministro.

## Biografia
Nel 1920, ad appena 18 anni si arruolò nell'esercito per combattere nella guerra fra Polonia e URSS ma dopo esser stato ferito venne congedato e tornò alla fattoria dei suoi genitori nei pressi di Poznań.
Negli anni '20 fu un attivista del partito popolare e nel 1929 venne eletto nel Sejm (la Camera Bassa del Parlamento polacco). Nel 1937 divenne presidente del partito e si oppose al governo autoritario creatosi dopo la morte del maresciallo Józef Piłsudski nel 1935.
In seguito all'invasione della Polonia da parte della Germania nazista nel settembre 1939 Mikołajczyk combatté in difesa di Varsavia ma dopo la sconfitta, fuggì in Ungheria dove venne arrestato. Riuscì a scappare e si rifugiò a Parigi. Già alla fine del novembre 1939 entrò a far parte del governo polacco in esilio come vicepresidente del Consiglio nazionale polacco. Nel 1941 venne nominato ministro degli Interni e vice-premier nel gabinetto di Władysław Sikorski.
Nell'aprile 1943 Sikorski morì in un incidente aereo e Mikołajczyk lo sostituì. Gli alleati tentarono senza successo di convincere il governo polacco in esilio a trovare un compromesso con Stalin. Mikołajczyk temeva infatti che l'URSS avesse intenzione di imporre il comunismo al Paese e di privarlo dei propri territori ad oriente.
Alla fine si arrivò ad un compromesso: Stalin permise la creazione di un governo polacco nei territori che l'Armata Rossa aveva occupato in cambio della creazione di un governo d'unità nazionale presieduto dal socialista Edward Osóbka-Morawski. Mikołajczyk ed il comunista Władysław Gomułka sarebbero stati vice-premier. Tuttavia le elezioni del 1947, falsificate da brogli, segnarono l'ingresso definitivo della Polonia nella sfera sovietica e costrinsero Mikołajczyk a rifugiarsi negli Stati Uniti d'America, dove morì.